# Dave Tarrida
Dave Tarrida (* Barcelona) ist ein spanischer Techno-DJ und Musikproduzent.

## Leben
Er kam kurz nach seiner Geburt zusammen mit seinen Eltern nach Edinburgh. Ab Ende der 1980er Jahre wurde er von Acid House geprägt und wurde selbst DJ. 1991 bis 1996 war er Mitbetreiber des Techno-Clubs Sativa in Edinburgh. 1994 gründete er mit dem Produzenten Steve Glencross das Techno-Label Sativae. 1999 zog Tarrida mitsamt dem Label nach Barcelona. Das Label bestand bis 2004.
2010 zog Tarrida nach Wien. 2013 gründete er das Label Autofake.

## Diskografie (Auswahl)

### Alben
- 2001: Paranoid (Tresor Records)
- 2004: Life´s a Glitch (Sativae)